# Sympherobius barberi
Sympherobius barberi är en insektsart som först beskrevs av Banks 1903.  Sympherobius barberi ingår i släktet Sympherobius och familjen florsländor. Inga underarter finns listade i Catalogue of Life.